# Gobius nebulosus
Gobius nebulosus es una especie de peces de la familia de los Gobiidae en el orden de los Perciformes.

## Morfología
Los machos pueden llegar a alcanzar los 18 cm de longitud total.

## Distribución geográfica
Se encuentra desde el África Oriental hasta Indonesia, Micronesia, la China, las Islas Ryukyu y el norte de Australia

## Observaciones
Es inofensivo para los humanos. 